# Giedo van der Garde
Giedo van der Garde (ur. 25 kwietnia 1985 w Rhenen) – holenderski kierowca wyścigowy.

## Życiorys

### Karting
Giedo osiągał spore sukcesy w kartingu, w którym zadebiutował w roku 1997. Oprócz tytułu mistrza swojego kraju, ma w swoim dorobku również tytuł mistrza świata w najwyższej kategorii Formula Super A (2002) oraz wygrane w wielu prestiżowych zawodach.

### Formuła 3 Euroseries
W 2003 roku rozpoczął starty w wyścigach samochodów jednomiejscowych, debiutując w Duńskiej Formule Renault. Został w niej sklasyfikowany tuż za podium, na 4. miejscu. Rok później awansował do silnie obsadzonej Formuły 3 Euroseries. Van der Garde spędził w niej łącznie trzy sezony, osiągając ciągłą progresję wyników. Najlepiej spisał się w roku 2006, kiedy to reprezentował drugi team mistrzowskiej ASM Formule 3 (obecnie ART Grand Prix). Zajął wtedy 6. miejsce z dorobkiem jednego pole position i zwycięstwa.

### Formuła Renault 3.5
W sezonie 2007 przeniósł się do World Series by Renault. Pierwszy rok startów, w ekipie Victory Engineering, zakończył na 6. miejscu. W drugim sezonie startów, będąc już w mistrzowskim zespole P1 Motorsport, od początku pewnie prowadził w generalce, by ostatecznie przypieczętować tytuł na rundę przed zakończeniem sezonu. W tym czasie odniósł pięć zwycięstw oraz dwukrotnie sięgnął po pole position.

### Seria GP2
W sezonie 2009 Holender podpisał kontrakt z brytyjskim zespołem iSport International, na udział w azjatyckim i europejskim cyklu GP2. W pierwszym z nich rywalizację ukończył na 12. miejscu. Zdecydowanie lepiej spisał się w głównej edycji. Pomimo dość przeciętnej pierwszej połowy sezonu, w drugiej Holender poradził sobie znacznie lepiej, będąc trzykrotnie na najwyższym stopniu podium. Dzięki temu w klasyfikacji końcowej zajął 7. miejsce.
Na sezon 2010 przeniósł się do hiszpańskiego zespołu Barwa Addax. W zimowym cyklu Giedo pojawił się tylko raz, podczas drugiej rundy, na torze w Abu Zabi. Wówczas pierwszego z wyścigów nie ukończył, natomiast w drugim dojechał na dziewiętnastej lokacie. W głównym cyklu dziewięciokrotnie dojechał na punktowanej pozycji, w tym cztery razy na podium. W klasyfikacji generalnej ponownie został sklasyfikowany na siódmej pozycji, gdy jego młodszy zespołowy partner Sergio Pérez, walczył o tytuł mistrzowski.
W roku 2011 van der Garde sezon azjatyckiej GP2 zakończył na 3. lokacie, z dorobkiem dwóch miejsc na podium, na włoskim torze Imola. W drugim roku współpracy w europejskiej edycji Holender również należał do grona czołowych zawodników. Giedo przez pewien okres prowadził nawet w klasyfikacji generalnej. W trakcie sezonu pięciokrotnie znalazł się na podium. Najbliżej zwycięstwa był w pierwszym w Walencji, jednakże w wyniku ignorowania żółtych flag otrzymał karę przejazdu przez aleję serwisową. Na torze Circuit de Catalunya sięgnął po pierwsze w karierze pole position, po tym, jak ukarany został Francuz Jules Bianchi, za uzyskanie czasu przy żółtych flagach. Pierwszą pozycję faktycznie uzyskał w kolejnej rundzie, w Monako, jednakże tym razem to on dopuścił się takiego błędu i stracił swą pozycję na rzecz Brytyjczyka Sama Birda. Szansę na tytuł wicemistrzowski stracił po kompletnie nieudanych wyścigach na Spa-Francorchamps oraz Monza. Ostatecznie w klasyfikacji generalnej znalazł się na 5. pozycji, za zespołowym partnerem Charles'em Pic.

### Formuła 1

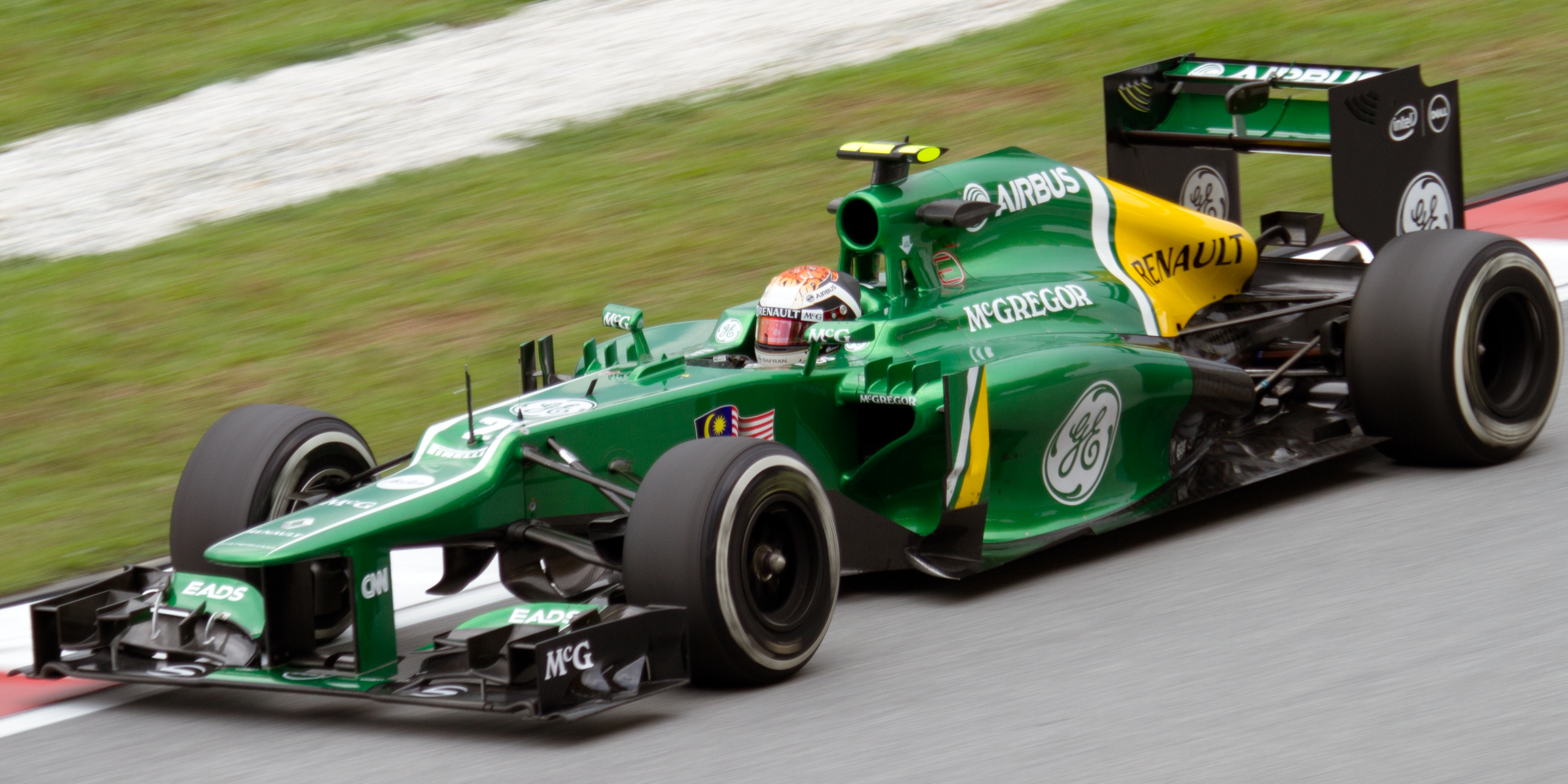
Giedo van der Garde podczas drugiej sesji treningowej Grand Prix Malezji w 2013 roku

W latach 2007–2008 Holender pełnił funkcję kierowcy testowego holenderskiego zespołu Spyker oraz hinduskiej ekipy Force India. W sezonie 2012 został kierowcą rezerwowym teamu Caterham, a rok później kierowcą etatowym tego zespołu. W sezonie 2014 został kierowcą testowym ekipy Sauber.
W 2015 roku testował produkty Pirelli wykorzystywane w bolidach GP2, a następnie został kierowcą testowym tej firmy.

## Wyniki

### Formuła 1
| Legenda oznaczeń w tabelach wyników Wyświetl szablon na nowej stronie | Legenda oznaczeń w tabelach wyników Wyświetl szablon na nowej stronie                                                                     |
| Oznaczenie                                                            | Wyjaśnienie |
| --------------------------------------------------------------------- | --- |
| Złoty                                                                 | Zwycięzca lub mistrzostwo |
| Srebrny                                                               | 2. miejsce lub wicemistrzostwo |
| Brązowy                                                               | 3. miejsce lub II wicemistrzostwo |
| Zielony                                                               | Ukończył, punktował (w klasyfikacji generalnej, gdy zdobył co najmniej jeden punkt na przestrzeni sezonu, poza trzema powyższymi opcjami) |
| Niebieski                                                             | Ukończył, nie punktował (w klasyfikacji generalnej, gdy nie zdobył co najmniej jednego punktu na przestrzeni sezonu)                      |
| Czerwony                                                              | Nie zakwalifikował się (NZ) |
| Czerwony                                                              | Nie prekwalifikował się (NPK) |
| Różowy                                                                | Nie ukończył (NU) |
| Różowy                                                                | Niesklasyfikowany (NS) (w klasyfikacji generalnej, gdy nie został sklasyfikowany w żadnym wyścigu sezonu)                                 |
| Czarny                                                                | Zdyskwalifikowany (DK) |
| Czarny                                                                | Wykluczony (WYK/EX) |
| Biały                                                                 | Nie wystartował (NW) |
| Biały                                                                 | Kontuzjowany (K/INJ) |
| Biały                                                                 | Wyścig odwołany (OD/C) |
| Bez koloru                                                            | Został wycofany (WYC/WD) |
| Bez koloru                                                            | Nie przybył (NP/DNA) |
| Bez koloru                                                            | Nie brał udziału w treningach (NT/DNP) |
| Bez koloru                                                            | Nie został zgłoszony (–) |
| Pogrubienie                                                           | Start z pole position |
| Kursywa                                                               | Najszybsze okrążenie wyścigu |
| †                                                                     | Nie ukończył, ale jego rezultat został zaliczony ze względu na przejechanie więcej niż 90% dystansu wyścigu.                              |
| *                                                                     | Sezon w trakcie |
| 1/2/3                                                                 | Punktowana pozycja w sprincie |
| Lista systemów punktacji Formuły 1                                    | |

| Rok  | Zespół           | Samochód      | Silnik                           | Wyniki w poszczególnych eliminacjach | Wyniki w poszczególnych eliminacjach | Wyniki w poszczególnych eliminacjach | Wyniki w poszczególnych eliminacjach | Wyniki w poszczególnych eliminacjach | Wyniki w poszczególnych eliminacjach | Wyniki w poszczególnych eliminacjach | Wyniki w poszczególnych eliminacjach | Wyniki w poszczególnych eliminacjach | Wyniki w poszczególnych eliminacjach | Wyniki w poszczególnych eliminacjach | Wyniki w poszczególnych eliminacjach | Wyniki w poszczególnych eliminacjach | Wyniki w poszczególnych eliminacjach | Wyniki w poszczególnych eliminacjach | Wyniki w poszczególnych eliminacjach | Wyniki w poszczególnych eliminacjach | Wyniki w poszczególnych eliminacjach | Wyniki w poszczególnych eliminacjach | Punkty | Pozycja |
| ---- | ---------------- | ------------- | -------------------------------- | ------------------------------------ | ------------------------------------ | ------------------------------------ | ------------------------------------ | ------------------------------------ | ------------------------------------ | ------------------------------------ | ------------------------------------ | ------------------------------------ | ------------------------------------ | ------------------------------------ | ------------------------------------ | ------------------------------------ | ------------------------------------ | ------------------------------------ | ------------------------------------ | ------------------------------------ | ------------------------------------ | ------------------------------------ | ------ | ------- |
| 2013 | Caterham F1 Team | Caterham CT03 | Renault RS27-2013, 2,4 litra, V8 | AUS                                  | MAL                                  | CHN                                  | BHR                                  | ESP                                  | MON                                  | KAN                                  | GBR                                  | DEU                                  | HUN                                  | BEL                                  | ITA                                  | SIN                                  | KOR                                  | JPN                                  | IND                                  | ABU                                  | USA                                  | BRA                                  | 0      | 22      |
| 2013 | Caterham F1 Team | Caterham CT03 | Renault RS27-2013, 2,4 litra, V8 | 18                                   | 15                                   | 18                                   | 21                                   | NU                                   | 15                                   | NU                                   | 18                                   | 18                                   | 14                                   | 16                                   | 18                                   | 16                                   | 15                                   | NU                                   | NU                                   | 18                                   | 19                                   | 18                                   | 0      | 22      |

### GP2
| Legenda oznaczeń w tabelach wyników Wyświetl szablon na nowej stronie | Legenda oznaczeń w tabelach wyników Wyświetl szablon na nowej stronie                                                                     |
| Oznaczenie                                                            | Wyjaśnienie |
| --------------------------------------------------------------------- | --- |
| Złoty                                                                 | Zwycięzca lub mistrzostwo |
| Srebrny                                                               | 2. miejsce lub wicemistrzostwo |
| Brązowy                                                               | 3. miejsce lub II wicemistrzostwo |
| Zielony                                                               | Ukończył, punktował (w klasyfikacji generalnej, gdy zdobył co najmniej jeden punkt na przestrzeni sezonu, poza trzema powyższymi opcjami) |
| Niebieski                                                             | Ukończył, nie punktował (w klasyfikacji generalnej, gdy nie zdobył co najmniej jednego punktu na przestrzeni sezonu)                      |
| Czerwony                                                              | Nie zakwalifikował się (NZ) |
| Czerwony                                                              | Nie prekwalifikował się (NPK) |
| Różowy                                                                | Nie ukończył (NU) |
| Różowy                                                                | Niesklasyfikowany (NS) (w klasyfikacji generalnej, gdy nie został sklasyfikowany w żadnym wyścigu sezonu)                                 |
| Czarny                                                                | Zdyskwalifikowany (DK) |
| Czarny                                                                | Wykluczony (WYK/EX) |
| Biały                                                                 | Nie wystartował (NW) |
| Biały                                                                 | Kontuzjowany (K/INJ) |
| Biały                                                                 | Wyścig odwołany (OD/C) |
| Bez koloru                                                            | Został wycofany (WYC/WD) |
| Bez koloru                                                            | Nie przybył (NP/DNA) |
| Bez koloru                                                            | Nie brał udziału w treningach (NT/DNP) |
| Bez koloru                                                            | Nie został zgłoszony (–) |
| Pogrubienie                                                           | Start z pole position |
| Kursywa                                                               | Najszybsze okrążenie wyścigu |
| †                                                                     | Nie ukończył, ale jego rezultat został zaliczony ze względu na przejechanie więcej niż 90% dystansu wyścigu.                              |
| *                                                                     | Sezon w trakcie |
| 1/2/3                                                                 | Punktowana pozycja w sprincie |
| Lista systemów punktacji Formuły 1                                    | |

| Rok  | Zespół               | Wyniki w poszczególnych eliminacjach | Wyniki w poszczególnych eliminacjach | Wyniki w poszczególnych eliminacjach | Wyniki w poszczególnych eliminacjach | Wyniki w poszczególnych eliminacjach | Wyniki w poszczególnych eliminacjach | Wyniki w poszczególnych eliminacjach | Wyniki w poszczególnych eliminacjach | Wyniki w poszczególnych eliminacjach | Wyniki w poszczególnych eliminacjach | Wyniki w poszczególnych eliminacjach | Wyniki w poszczególnych eliminacjach | Wyniki w poszczególnych eliminacjach | Wyniki w poszczególnych eliminacjach | Wyniki w poszczególnych eliminacjach | Wyniki w poszczególnych eliminacjach | Wyniki w poszczególnych eliminacjach | Wyniki w poszczególnych eliminacjach | Wyniki w poszczególnych eliminacjach | Wyniki w poszczególnych eliminacjach | Wyniki w poszczególnych eliminacjach | Wyniki w poszczególnych eliminacjach | Wyniki w poszczególnych eliminacjach | Wyniki w poszczególnych eliminacjach | Punkty | Pozycja |
| ---- | -------------------- | ------------------------------------ | ------------------------------------ | ------------------------------------ | ------------------------------------ | ------------------------------------ | ------------------------------------ | ------------------------------------ | ------------------------------------ | ------------------------------------ | ------------------------------------ | ------------------------------------ | ------------------------------------ | ------------------------------------ | ------------------------------------ | ------------------------------------ | ------------------------------------ | ------------------------------------ | ------------------------------------ | ------------------------------------ | ------------------------------------ | ------------------------------------ | ------------------------------------ | ------------------------------------ | ------------------------------------ | ------ | ------- |
| 2009 | iSport International | ESP                                  | ESP                                  | MON                                  | MON                                  | TUR                                  | TUR                                  | GBR                                  | GBR                                  | DEU                                  | DEU                                  | HUN                                  | HUN                                  | VAL                                  | VAL                                  | BEL                                  | BEL                                  | ITA                                  | ITA                                  | POR                                  | POR                                  |                                      |                                      |                                      |                                      | 34     | 7       |
| 2009 | iSport International | 7                                    | 4                                    | NS                                   | 11                                   | 15                                   | 13                                   | NU                                   | 13                                   | 12                                   | NU                                   | 7                                    | 1                                    | 14                                   | NU                                   | 6                                    | 1                                    | 1                                    | 6                                    | NU                                   | 6                                    |                                      |                                      |                                      |                                      | 34     | 7       |
| 2010 | Barwa Addax          | ESP                                  | ESP                                  | MON                                  | MON                                  | TUR                                  | TUR                                  | VAL                                  | VAL                                  | GBR                                  | GBR                                  | DEU                                  | DEU                                  | HUN                                  | HUN                                  | BEL                                  | BEL                                  | ITA                                  | ITA                                  | ARE                                  | ARE                                  |                                      |                                      |                                      |                                      | 39     | 7       |
| 2010 | Barwa Addax          | 20                                   | 9                                    | 6                                    | 2                                    | 4                                    | 3                                    | 4                                    | 2                                    | 9                                    | 7                                    | 12                                   | 9                                    | 5                                    | 4                                    | 9                                    | 2                                    | NU                                   | NU                                   | NU                                   | 19                                   |                                      |                                      |                                      |                                      | 39     | 7       |
| 2011 | Barwa Addax          | TUR                                  | TUR                                  | ESP                                  | ESP                                  | MON                                  | MON                                  | VAL                                  | VAL                                  | GBR                                  | GBR                                  | DEU                                  | DEU                                  | HUN                                  | HUN                                  | BEL                                  | BEL                                  | ITA                                  | ITA                                  |                                      |                                      |                                      |                                      |                                      |                                      | 49     | 5       |
| 2011 | Barwa Addax          | 4                                    | 2                                    | 2                                    | NU                                   | NU                                   | 9                                    | 2                                    | 3                                    | 8                                    | 3                                    | 6                                    | NU                                   | 4                                    | 4                                    | NU                                   | 20                                   | 21                                   | 13                                   |                                      |                                      |                                      |                                      |                                      |                                      | 49     | 5       |
| 2012 | Caterham Racing      | MAL                                  | MAL                                  | BHR                                  | BHR                                  | BHR                                  | BHR                                  | ESP                                  | ESP                                  | MON                                  | MON                                  | VAL                                  | VAL                                  | GBR                                  | GBR                                  | DEU                                  | DEU                                  | HUN                                  | HUN                                  | BEL                                  | BEL                                  | ITA                                  | ITA                                  | SIN                                  | SIN                                  | 160    | 6       |
| 2012 | Caterham Racing      | 9                                    | 4                                    | NU                                   | 9                                    | 3                                    | 19                                   | 1                                    | 6                                    | 3                                    | 3                                    | 11                                   | 6                                    | 8                                    | 21†                                  | 5                                    | 2                                    | 5                                    | 10                                   | 5                                    | 21                                   | NU                                   | 10                                   | 8                                    | 1                                    | 160    | 6       |

### Azjatycka Seria GP2
| Legenda oznaczeń w tabelach wyników Wyświetl szablon na nowej stronie | Legenda oznaczeń w tabelach wyników Wyświetl szablon na nowej stronie                                                                     |
| Oznaczenie                                                            | Wyjaśnienie |
| --------------------------------------------------------------------- | --- |
| Złoty                                                                 | Zwycięzca lub mistrzostwo |
| Srebrny                                                               | 2. miejsce lub wicemistrzostwo |
| Brązowy                                                               | 3. miejsce lub II wicemistrzostwo |
| Zielony                                                               | Ukończył, punktował (w klasyfikacji generalnej, gdy zdobył co najmniej jeden punkt na przestrzeni sezonu, poza trzema powyższymi opcjami) |
| Niebieski                                                             | Ukończył, nie punktował (w klasyfikacji generalnej, gdy nie zdobył co najmniej jednego punktu na przestrzeni sezonu)                      |
| Czerwony                                                              | Nie zakwalifikował się (NZ) |
| Czerwony                                                              | Nie prekwalifikował się (NPK) |
| Różowy                                                                | Nie ukończył (NU) |
| Różowy                                                                | Niesklasyfikowany (NS) (w klasyfikacji generalnej, gdy nie został sklasyfikowany w żadnym wyścigu sezonu)                                 |
| Czarny                                                                | Zdyskwalifikowany (DK) |
| Czarny                                                                | Wykluczony (WYK/EX) |
| Biały                                                                 | Nie wystartował (NW) |
| Biały                                                                 | Kontuzjowany (K/INJ) |
| Biały                                                                 | Wyścig odwołany (OD/C) |
| Bez koloru                                                            | Został wycofany (WYC/WD) |
| Bez koloru                                                            | Nie przybył (NP/DNA) |
| Bez koloru                                                            | Nie brał udziału w treningach (NT/DNP) |
| Bez koloru                                                            | Nie został zgłoszony (–) |
| Pogrubienie                                                           | Start z pole position |
| Kursywa                                                               | Najszybsze okrążenie wyścigu |
| †                                                                     | Nie ukończył, ale jego rezultat został zaliczony ze względu na przejechanie więcej niż 90% dystansu wyścigu.                              |
| *                                                                     | Sezon w trakcie |
| 1/2/3                                                                 | Punktowana pozycja w sprincie |
| Lista systemów punktacji Formuły 1                                    | |

| Rok       | Zespół           | Wyniki w poszczególnych eliminacjach | Wyniki w poszczególnych eliminacjach | Wyniki w poszczególnych eliminacjach | Wyniki w poszczególnych eliminacjach | Wyniki w poszczególnych eliminacjach | Wyniki w poszczególnych eliminacjach | Wyniki w poszczególnych eliminacjach | Wyniki w poszczególnych eliminacjach | Wyniki w poszczególnych eliminacjach | Wyniki w poszczególnych eliminacjach | Wyniki w poszczególnych eliminacjach | Punkty | Pozycja |
| --------- | ---------------- | ------------------------------------ | ------------------------------------ | ------------------------------------ | ------------------------------------ | ------------------------------------ | ------------------------------------ | ------------------------------------ | ------------------------------------ | ------------------------------------ | ------------------------------------ | ------------------------------------ | ------ | ------- |
| 2008/2009 | GFH Team iSport  | CHN                                  | CHN                                  | ARE                                  | BHR                                  | BHR                                  | QAT                                  | QAT                                  | MAL                                  | MAL                                  | BHR                                  | BHR                                  | 11     | 12      |
| 2008/2009 | GFH Team iSport  | 10                                   | NW                                   | 4                                    | 7                                    | 14                                   | 12                                   | 8                                    | 14                                   | 10                                   | 5                                    | 7                                    | 11     | 12      |
| 2009/2010 | Barwa Addax Team | ARE                                  | ARE                                  | ARE                                  | ARE                                  | BHR                                  | BHR                                  | BHR                                  | BHR                                  |                                      |                                      |                                      | 0      | 34      |
| 2009/2010 | Barwa Addax Team | -                                    | -                                    | NU                                   | 19                                   | -                                    | -                                    | -                                    | -                                    |                                      |                                      |                                      | 0      | 34      |
| 2011      | Barwa Addax Team | ARE                                  | ARE                                  | ITA                                  | ITA                                  |                                      |                                      |                                      |                                      |                                      |                                      |                                      | 16     | 3       |
| 2011      | Barwa Addax Team | 5                                    | 23                                   | 2                                    | 3                                    |                                      |                                      |                                      |                                      |                                      |                                      |                                      | 16     | 3       |

### Formuła Renault 3.5
| Legenda oznaczeń w tabelach wyników Wyświetl szablon na nowej stronie | Legenda oznaczeń w tabelach wyników Wyświetl szablon na nowej stronie                                                                     |
| Oznaczenie                                                            | Wyjaśnienie |
| --------------------------------------------------------------------- | --- |
| Złoty                                                                 | Zwycięzca lub mistrzostwo |
| Srebrny                                                               | 2. miejsce lub wicemistrzostwo |
| Brązowy                                                               | 3. miejsce lub II wicemistrzostwo |
| Zielony                                                               | Ukończył, punktował (w klasyfikacji generalnej, gdy zdobył co najmniej jeden punkt na przestrzeni sezonu, poza trzema powyższymi opcjami) |
| Niebieski                                                             | Ukończył, nie punktował (w klasyfikacji generalnej, gdy nie zdobył co najmniej jednego punktu na przestrzeni sezonu)                      |
| Czerwony                                                              | Nie zakwalifikował się (NZ) |
| Czerwony                                                              | Nie prekwalifikował się (NPK) |
| Różowy                                                                | Nie ukończył (NU) |
| Różowy                                                                | Niesklasyfikowany (NS) (w klasyfikacji generalnej, gdy nie został sklasyfikowany w żadnym wyścigu sezonu)                                 |
| Czarny                                                                | Zdyskwalifikowany (DK) |
| Czarny                                                                | Wykluczony (WYK/EX) |
| Biały                                                                 | Nie wystartował (NW) |
| Biały                                                                 | Kontuzjowany (K/INJ) |
| Biały                                                                 | Wyścig odwołany (OD/C) |
| Bez koloru                                                            | Został wycofany (WYC/WD) |
| Bez koloru                                                            | Nie przybył (NP/DNA) |
| Bez koloru                                                            | Nie brał udziału w treningach (NT/DNP) |
| Bez koloru                                                            | Nie został zgłoszony (–) |
| Pogrubienie                                                           | Start z pole position |
| Kursywa                                                               | Najszybsze okrążenie wyścigu |
| †                                                                     | Nie ukończył, ale jego rezultat został zaliczony ze względu na przejechanie więcej niż 90% dystansu wyścigu.                              |
| *                                                                     | Sezon w trakcie |
| 1/2/3                                                                 | Punktowana pozycja w sprincie |
| Lista systemów punktacji Formuły 1                                    | |

| Rok  | Zespół              | Wyniki w poszczególnych eliminacjach | Wyniki w poszczególnych eliminacjach | Wyniki w poszczególnych eliminacjach | Wyniki w poszczególnych eliminacjach | Wyniki w poszczególnych eliminacjach | Wyniki w poszczególnych eliminacjach | Wyniki w poszczególnych eliminacjach | Wyniki w poszczególnych eliminacjach | Wyniki w poszczególnych eliminacjach | Wyniki w poszczególnych eliminacjach | Wyniki w poszczególnych eliminacjach | Wyniki w poszczególnych eliminacjach | Wyniki w poszczególnych eliminacjach | Wyniki w poszczególnych eliminacjach | Wyniki w poszczególnych eliminacjach | Wyniki w poszczególnych eliminacjach | Wyniki w poszczególnych eliminacjach | Punkty | Pozycja |
| ---- | ------------------- | ------------------------------------ | ------------------------------------ | ------------------------------------ | ------------------------------------ | ------------------------------------ | ------------------------------------ | ------------------------------------ | ------------------------------------ | ------------------------------------ | ------------------------------------ | ------------------------------------ | ------------------------------------ | ------------------------------------ | ------------------------------------ | ------------------------------------ | ------------------------------------ | ------------------------------------ | ------ | ------- |
| 2007 | Victory Engineering | ITA                                  | ITA                                  | DEU                                  | DEU                                  | MON                                  | HUN                                  | HUN                                  | BEL                                  | BEL                                  | GBR                                  | GBR                                  | FRA                                  | FRA                                  | PRT                                  | PRT                                  | ESP                                  | ESP                                  | 67     | 6       |
| 2007 | Victory Engineering | 19                                   | 12                                   | 7                                    | 19                                   | 5                                    | 6                                    | 6                                    | 6                                    | 5                                    | 21                                   | 12                                   | 5                                    | 6                                    | 4                                    | 4                                    | 6                                    | NU                                   | 67     | 6       |
| 2008 | P1 Motorsport       | ITA                                  | ITA                                  | BEL                                  | BEL                                  | MON                                  | GBR                                  | GBR                                  | HUN                                  | HUN                                  | DEU                                  | DEU                                  | FRA                                  | FRA                                  | PRT                                  | PRT                                  | ESP                                  | ESP                                  | 137    | 1       |
| 2008 | P1 Motorsport       | 1                                    | 1                                    | NU                                   | 1                                    | 2                                    | 5                                    | 2                                    | 1                                    | 21                                   | 2                                    | 7                                    | NW                                   | 1                                    | 8                                    | 8                                    | NW                                   | NU                                   | 137    | 1       |

### Podsumowanie
| Sezon   | Seria                                | Zespół                | Wyścigi          | PP               | Zwycięstwa       | Punkty           | Pozycja          |
| ------- | ------------------------------------ | --------------------- | ---------------- | ---------------- | ---------------- | ---------------- | ---------------- |
| 1998    | Holenderskie Mistrzostwa Mini Junior | Team CRG Holland      |                  |                  |                  |                  | 1.               |
| 2000    | Mistrzostwa Świata Formuły A         | Team CRG Holland      |                  |                  |                  |                  | 6.               |
| 2000    | Mistrzostwa Europy Formuły A         | Team CRG Holland      |                  |                  |                  |                  | 8.               |
| 2001    | Mistrzostwa Świata Formuły Super A   | Team CRG Holland      |                  |                  |                  |                  | 5.               |
| 2002    | Mistrzostwa Świata Formuły Super A   | Team CRG Holland      |                  |                  |                  |                  | 1.               |
| 2003    | Duńska Formuła Renault               | Van Amersfoort Racing |                  |                  |                  |                  | 4.               |
| 2003    | Mistrzostwa Zandvoort Masters        | Van Amersfoort Racing |                  |                  |                  |                  | 2.               |
| 2004    | Formuła 3 Euroseries                 | Signature-Plus        | 20               | 0                | 0                | 37               | 9.               |
| 2005    | Formuła 3 Euroseries                 | Team Rosberg          | 20               | 1                | 0                | 34               | 9.               |
| 2006    | Formuła 3 Euroseries                 | ASM                   | 20               | 1                | 1                | 37               | 6.               |
| 2007    | Formula Renault 3.5                  | Victory Engineering   | 17               | 0                | 0                | 67               | 6.               |
| 2007    | Formuła 1                            | Spyker F1             | kierowca testowy | kierowca testowy | kierowca testowy | kierowca testowy | kierowca testowy |
| 2008    | Formuła 1                            | Force India           | kierowca testowy | kierowca testowy | kierowca testowy | kierowca testowy | kierowca testowy |
| 2008    | Formula Renault 3.5                  | P1 Motorsport         | 17               | 2                | 5                | 137              | 1.               |
| 2008–09 | Azjatycka Seria GP2                  | GFH Team iSport       | 10               | 0                | 0                | 11               | 12.              |
| 2009    | Seria GP2                            | iSport International  | 20               | 0                | 3                | 34               | 7.               |
| 2009–10 | Azjatycka Seria GP2                  | Barwa Addax           | 2                | 0                | 0                | 0                | 34.              |
| 2010    | Seria GP2                            | Barwa Addax           | 20               | 0                | 0                | 39               | 7.               |
| 2011    | Seria GP2                            | Barwa Addax           | 18               | 0                | 1                | 49               | 5.               |
| 2011    | Azjatycka Seria GP2                  | Barwa Addax           | 4                | 0                | 0                | 16               | 3.               |
| 2012    | Seria GP2                            | Caterham Racing       | 24               | 2                | 2                | 160              | 6                |
| 2012    | Formuła 1                            | Caterham              | kierowca testowy | kierowca testowy | kierowca testowy | kierowca testowy | kierowca testowy |
| 2013    | Formuła 1                            | Caterham              | 19               | 0                | 0                | 0                | 22               |